# Kagawa Taro
Kagawa Taro (9 tháng 8 năm 1922 - 6 tháng 3 năm 1990) là một cầu thủ bóng đá người Nhật Bản.

## Đội tuyển bóng đá quốc gia Nhật Bản
Kagawa Taro thi đấu cho ĐTQG Nhật từ năm 1951 đến 1954.

## Thống kê sự nghiệp
| Đội tuyển bóng đá Nhật Bản | Đội tuyển bóng đá Nhật Bản | Đội tuyển bóng đá Nhật Bản |
| Năm                        | Trận                       | Bàn                        |
| -------------------------- | -------------------------- | -------------------------- |
| 1951                       | 2                          | 0                          |
| 1952                       | 0                          | 0                          |
| 1953                       | 0                          | 0                          |
| 1954                       | 3                          | 0                          |
| Tổng cộng                  | 5                          | 0                          |